# Convoi HX 29
Le convoi HX 29 est un convoi passant dans l'Atlantique nord, pendant la Seconde Guerre mondiale. Il part de Halifax au Canada le 21 mars 1940 pour différents ports du Royaume-Uni et de la France. Il arrive à Liverpool le 4 avril 1940.

## Composition du convoi
Ce convoi est constitué de 29 cargos :
- Royaume-Uni : 24 cargos
- Grèce : 3 cargos
- Norvège : 1 cargo
- États-Unis : 1 cargo

## L'escorte
Ce convoi est escorté en début de parcours par :
- les destroyers canadiens : NCSM Ottawa et NCSM St. Laurent
- Un paquebot armé : RMS Ausonia
- Un sous marin français : Bévéziers

## Le voyage
Les destroyers canadiens quittent le convoi le 22 mars, le sous marin le lendemain. À l'approche de l'arrivée, le RMS Ausonia est relayé par les destroyers HMS Winchelsea (en) et HMS Versatile (en) le 2 avril.
Le convoi arrive sans problème.